# Vojens Sogn
Vojens Sogn er et sogn i Haderslev Domprovsti (Haderslev Stift). 
Sognet blev i 1914 udskilt fra Jegerup Sogn, der hørte til Gram Herred i Haderslev Amt. Vojens sognekommune blev ved kommunalreformen i 1970 kernen i Vojens Kommune, der ved strukturreformen i 2007 indgik i Haderslev Kommune.
I Vojens Sogn ligger Vojens Kirke.
I sognet findes følgende autoriserede stednavne:
- Povlsbjerg (bebyggelse)
- Vojens (bebyggelse, ejerlav)
- Vojens Bæk (vandareal)
- Vojens Mark (bebyggelse)
- Vojensgård (stor landbrugsejendom)
- Vojenslund (bebyggelse)

## Afstemningsresultat
Folkeafstemningen ved Genforeningen i 1920 gav i Vojens Sogn 356 stemmer for Danmark, 216 for Tyskland. Af vælgerne var 45 tilrejst fra Danmark, 109 fra Tyskland. 